# Wallowa River
De Wallowa River is een zijrivier van de Grande Ronde River in de staat Oregon, Verenigde Staten. De rivier heeft een lengte van 89 kilometer en ontstaat door de samenvloeiing van haar westelijke en oostelijke vorken die ontspringen in de Eagle Cap Wilderness, De rivier stroomt door de Wallowa Valley heen langs de plaatsen Joseph, Enterprise en Wallowa.